# 乌昂
乌昂（法語：Ouhans，法語發音：[u.ɑ̃]）是法国杜省的一个市镇，属于蓬塔利耶区。

## 地理
乌昂（46°59'54"N, 6°17'37"E）面积15.85 平方千米，位于法国勃艮第-弗朗什-孔泰大區杜省，该省份为法国东部内陆省份，北起上索恩省，西接汝拉省，东部及东南部与瑞士接壤，东北部与贝尔福地区省接壤。
与乌昂接壤的市镇（或旧市镇、城区）包括：欧博讷、比尼、拉绍、埃维莱尔、穆捷欧特皮埃尔、勒内达勒、圣戈尔贡曼、瓦勒迪西耶。

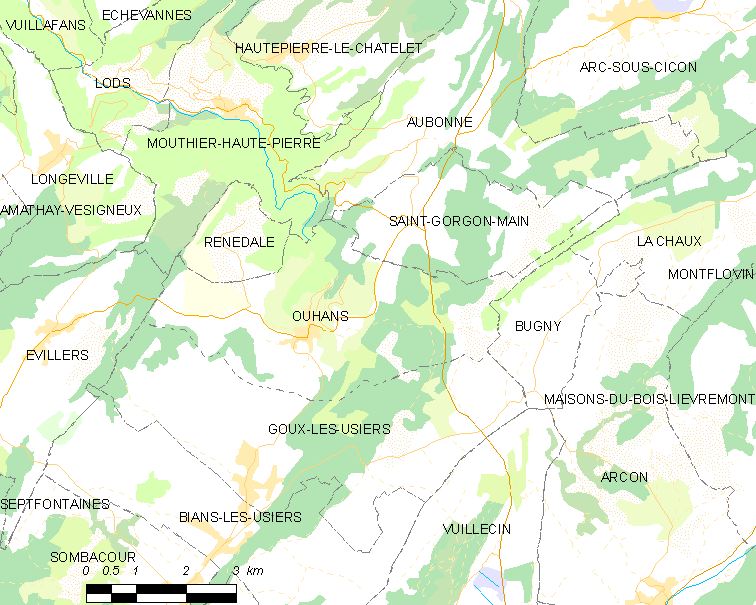
乌昂的OSM定位图

乌昂的时区为UTC+01:00、UTC+02:00（夏令时）。

## 行政
乌昂的邮政编码为25520，INSEE市镇编码为25440。

## 政治
乌昂所属的省级选区为奥尔南县。

## 人口

1962-2008年间乌昂人口变化图示

乌昂于2022年1月1日时的人口数量为393人。